# Архітектура Стародавнього Єгипту

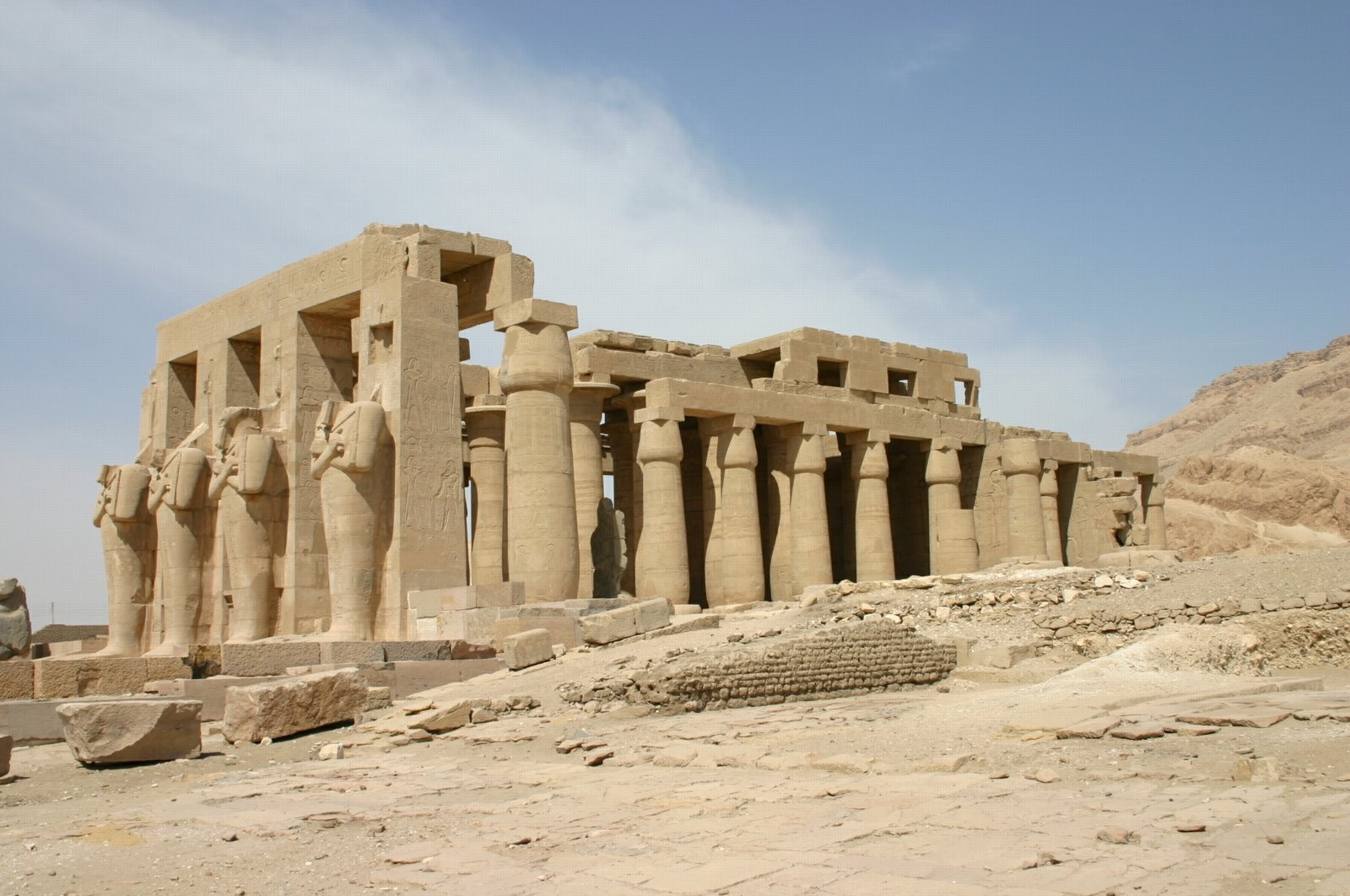
Рамессеум

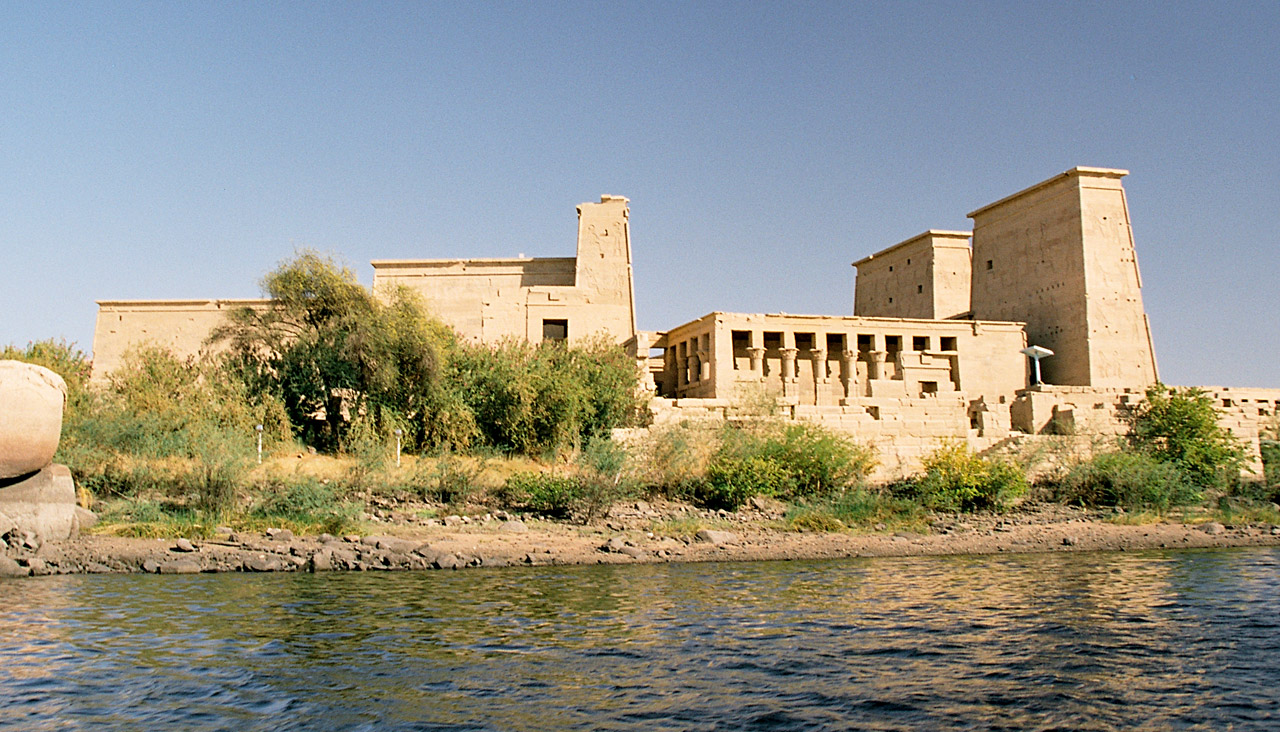
острів Філе

У той час, коли інші народи знаходилися ще на стадії доісторичного розвитку, єгиптяни володіли вже високим і розвиненим мистецтвом. Історія архітектури починається в Єгипті. Точні археологічні дати встановити неможливо: при теперішньому стані наших знань, доводиться класифікувати пам'ятники в порядку проходження сучасних їм династій.
Таким чином, архітектуру Стародавнього Єгипту можна розділити на 5 періодів: архітектура Раннього царства, архітектура Стародавнього Царства, архітектура Середнього царства, архітектура Нового царства, архітектура Пізнього царства.

## Характеристики архітектури Стародавнього Єгипту
Стародавній Єгипет, який поклав початок архітектурі, був країною, позбавленою будівельного лісу. Лісу було так само мало, як і в інших оазах африканської пустелі, основна рослинність — пальми, що дають дерево поганої якості, і очерет. Все це багато в чому визначило те, що основними будівельними матеріалами були необпалена цегла-сирець і камінь, головним чином, вапняк, що добувається в Нільській долині, а також пісковик і граніт. Камінь використовувався в основному для гробниць і поховань, в той час як цегла йшла на спорудження палаців, фортець, будівель в околицях храмів та міст, а також допоміжних споруд для храмів.
Давньоєгипетські будинки будували з бруду, що видобувався в Нілі. Його залишали на сонці, щоб він висихав і ставав придатним для будівництва.
Багато єгипетських міст не збереглися до наших днів, бо розташовувалися в зоні розливів Нілу, рівень якого піднімався кожне тисячоліття, в підсумку багато міст були затоплені, а бруд, який був використаний для будівництва, ставав добривом для селянських полів. Нові міста будувалися на місці старих, тому стародавні поселення і не зберігалися. Однак посушливий клімат Стародавнього Єгипту зберіг деякі споруди з цегли-сирцю — село Дейр ель-Медіна, Кахун, місто, що досягло розквіту в Середнє царство (сучасний Ель-Лахун), фортечні споруди в Бухені і Міргисі. Все ж багато храмів і споруд збереглися до наших днів, внаслідок того, що вони перебували на недосяжній для нільських розливів висоті і були побудовані з каменю.
Основне розуміння давньоєгипетської архітектури засноване на вивченні релігійних пам'яток, найбільш збережених споруд. Судячи з деяких збережених колон з Карнацького храму єгиптяни перед укладанням каменю кантували начисто лише постелі і вертикальні шви; лицьова ж поверхня каменів обтісувалася по закінченні будівництва будівлі. Цим прийомом користувалися згодом греки. Камені клалися без скріпного матеріалу і без всяких штучних зв'язків. В фіванську епоху металеві скріплення, мабуть, абсолютно не вживалися, і лише зрідка використовувалися дерев'яні скоби у формі хвоста для зв'язку каменів між собою (Медінет-Абу, Абідос) або ж для скріплення тріщин монолітів (Луксорський обеліск) Зовнішні та внутрішні стіни, а також колони і пірси, були покриті ієрогліфічними та ілюстрованими фресками і різьбленими фігурками, розфарбованими різними кольорами. Мотиви прикрас єгипетських будівель символічні, так наприклад — скарабей, священний жук, або сонячний диск, що символізував бога сонця Ра. Також часто зустрічаються пальмові листи, зарості папірусу, квіти лотоса. Ієрогліфи використовувалися не тільки в декоративних цілях, але і щоб зберегти історичні події, війни, які велися, богів, яким поклонялися, побут стародавніх єгиптян, життя і смерть фараонів, що правили стародавньою державою.

## Архітектура Раннього царства
Пам'ятки монументального зодчества практично не збереглися, оскільки основним будівельним матеріалом в ті дні була цегла-сирець. Використовувалися також глина, очерет і дерево, причому поєднання цегляного облицювання і дерев'яних балкових перекриттів і декору є важливою ознакою, що дозволяє віднести виконання до сфери мистецтва Раннього царства. Камінь застосовувався лише як оздоблювальний матеріал. До цієї епохи відноситься тип палацових фасадів — «серех», зображення яких зустрічаються на стелах фараонів I династії. Риси цих споруд нерідко повторювалися і в формах царських саркофагів. Культові та меморіальні споруди збереглися краще, ніж палаци: це, перш за все, святилища, молитовні і мастаби. Декорування святилищ ще зберігає зв'язок з епохою дерев'яного зодчества, в якому використовувався орнаментальний мотив очеретяної плетінки.
В період Раннього Царства склалися і такі прийоми оформлення, як увігнуті карнизи, орнаментальні фризи (мальовничі або скульптурні) та оформлення дверного отвору глибоким уступом.
Багато з традицій храмового зодчества відбилися і в стилі меморіальних споруд, які були дуже важливі для давньоєгипетської культури у зв'язку з вирішальним значенням в ній поховального культу. Поховання I–II династій зосереджені в районі Мемфіса і Абідоса, що стали центрами заупокійного культу. З ним пов'язано, з одного боку, широкий розвиток типу гробниць — мастаб, найхарактерніших будівель в архітектурі Стародавнього Єгипту. З іншого боку, саме в зв'язку з розробкою мастаб відбувається збагачення, уточнення змісту культу.

## Архітектура Стародавнього царства
Приблизно в XXX столітті до н. е. фараоном I династії Нармером, або Менесом, були об'єднані в єдину державу Північний і Південний Єгипет зі столицею в Мемфісі.
Створення потужної централізованої держави під владою фараона, який вважається сином бога Ра, визначало і основний тип архітектурної споруди — гробницю, яка зовнішніми засобами передавала ідею його божественності. Найвищого піднесення Єгипет досягає при правителях III і IV династій. Створюються найбільші за розмірами царські гробниці-піраміди, над спорудами яких десятками років трудилися не тільки раби, але і селяни. Цей історичний період нерідко називають «часом пірамід», і його легендарні пам'ятники не були б створені без блискучого розвитку в Єгипті точних наук і ремесел.
Одним з ранніх пам'яток монументальної кам'яної архітектури є ансамбль поховальних споруд фараона III династії Джосера. Він був зведений під керівництвом єгипетського зодчого Імхотепа і відображав задум самого фараона (втім, цей задум кілька разів зазнавав істотних змін). Відмовившись від традиційної форми мастаби, Імхотеп зупинився на піраміді з прямокутною підставою, що складається з шести щаблів. Вхід знаходився з північного боку; під основою були висічені підземні коридори і шахта, на дні якої розташовувалася похоронна камера. В заупокійний комплекс Джосера входили також південна гробниця-кенотаф з пов'язаною з нею молитовнею і двір для обряду хеб-сед (ритуального відродження життєвої сили фараона в бігу).
Ступінчасті піраміди зводили й інші фараони III династії (піраміди в Медумі і Дахшурі); одна з них має ромбоподібні контури.

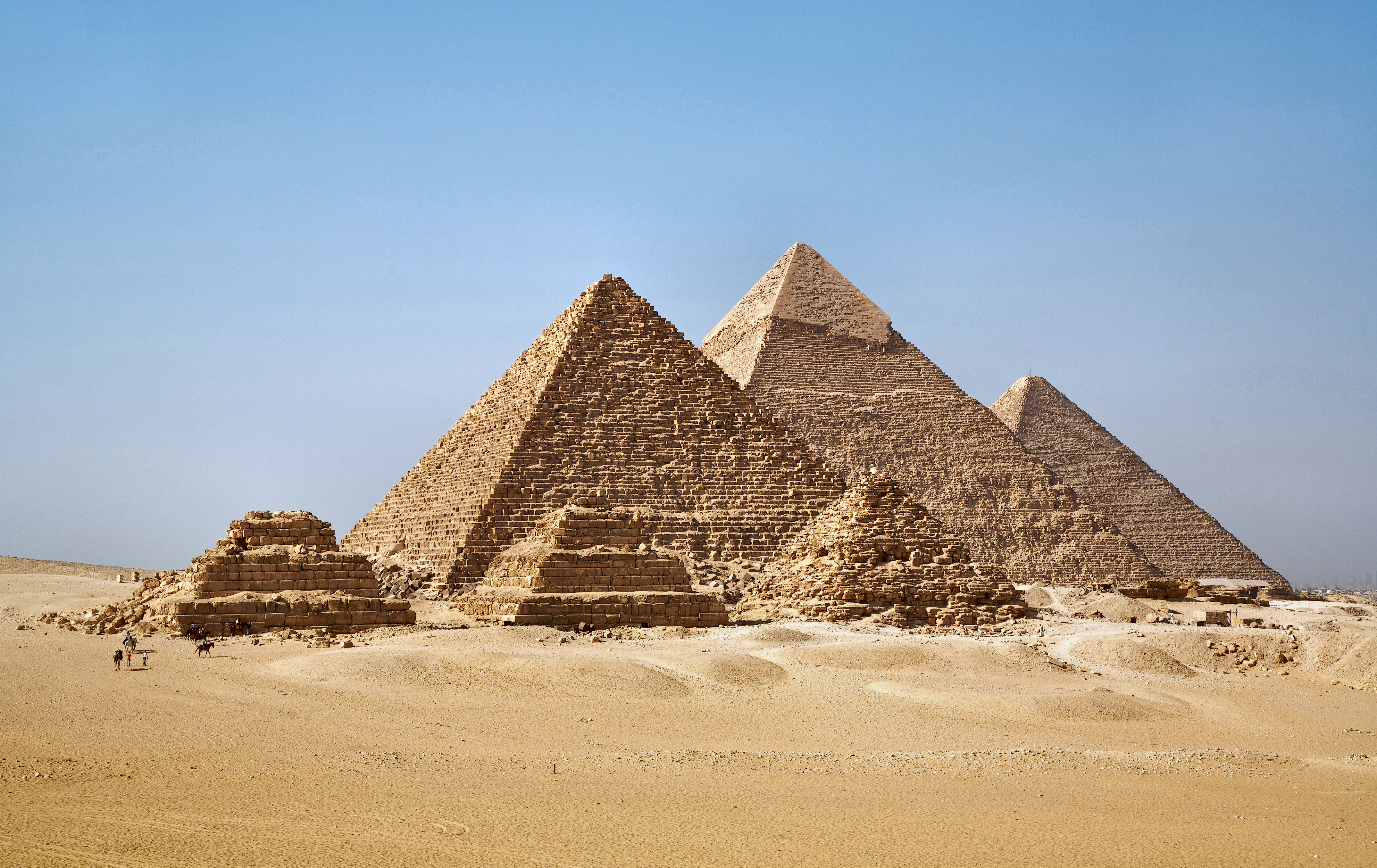
Піраміди Гізи

Досконале вираження ідея гробниці-піраміди знайшла в усипальницях, збудованих в Гізі для фараонів IV династії — Хеопса (Хуфу), Хефрена (Хафра) і Мікеріна (Менкаура), які ще в давнину вважалися одним з чудес світу. Найбільша з них була створена зодчим Хеміуном для фараона Хеопса. При кожній піраміді зводився храм, вхід в який знаходився на березі Нілу і з'єднувався з храмом довгим критим коридором. Навколо пірамід рядами розташовувалися мастаби. Піраміда Мікеріна залишилася незавершеною і добудовувалася сином фараона не з кам'яних блоків, а з цегли.
В похоронних ансамблях V–VI династій основна роль переходить до храмів, які обробляються з більшою розкішшю.
До кінця періоду Стародавнього царства з'являється новий тип будівлі — сонячний храм. Його будували на узвишші і обносили стіною. У центрі просторого двору з молитовнями ставили колосальний кам'яний обеліск з визолоченою мідною верхівкою і величезним жертовником у підніжжі. Обеліск символізував священний камінь Бен-Бен, на який за переказами зійшло сонце, що народилося з безодні. Як і піраміди, сонячний храм з'єднувався критими переходами з воротами в долині. До числа найбільш відомих сонячних храмів належить храм Ніусірра в Абідосі.

## Архітектура Середнього царства
У 2050 році до н. е. Ментухотеп I знову об'єднав Єгипет і відновив єдину владу фараонів під егідою Фів. Сторіччя, що відокремлюють епоху Середнього царства від часу заходу Стародавнього царства, багато значили в духовному житті єгиптян. Розпад країни, війни, занепад центру та божественної влади фараона — все це створило ґрунт для розвитку індивідуалізму.
Індивідуалізм єгиптян проявився насамперед у тому, що кожен став дбати про власне безсмертя. Тепер вже не тільки фараон і вельможна знать, а й прості смертні стали претендувати на привілеї у потойбічному світі. Так виникла ідея рівності після смерті, що відразу ж позначилося на технічній стороні культу померлих. Він дуже спростився. Стали зайвою розкішшю гробниці типу мастаба. Для забезпечення вічного життя було вже достатньо однієї стели — кам'яної плити, на якій були написані магічні тексти і все, що було потрібно померлому в потойбічному світі.
Однак фараони продовжували будувати гробниці у вигляді пірамід, бажаючи підкреслити законність володіння престолом. Правда, це були вже не ті піраміди, що зводилися в епоху Стародавнього царства: розміри їх значно зменшилися, матеріалом для будівництва служили не двотонні блоки, а цегла-сирець, змінився і спосіб кладки. Основу складали вісім капітальних кам'яних стін, які розходилися радіусами від центру піраміди до її кутів і середини кожної зі сторін. Від цих стін під кутом в 45 градусів відходили інші вісім стін, а проміжки між ними заповнювалися уламками каменю, піском, цеглою. Зверху піраміди облицьовувались вапняковими плитами, що з'єднувалися один з одним дерев'яними кріпленнями. Так само, як і в Стародавньому царстві, до східної сторони піраміди примикав верхній заупокійний храм, від якого йшов критий перехід до храму в долині. В даний час ці піраміди являють собою купи руїн.

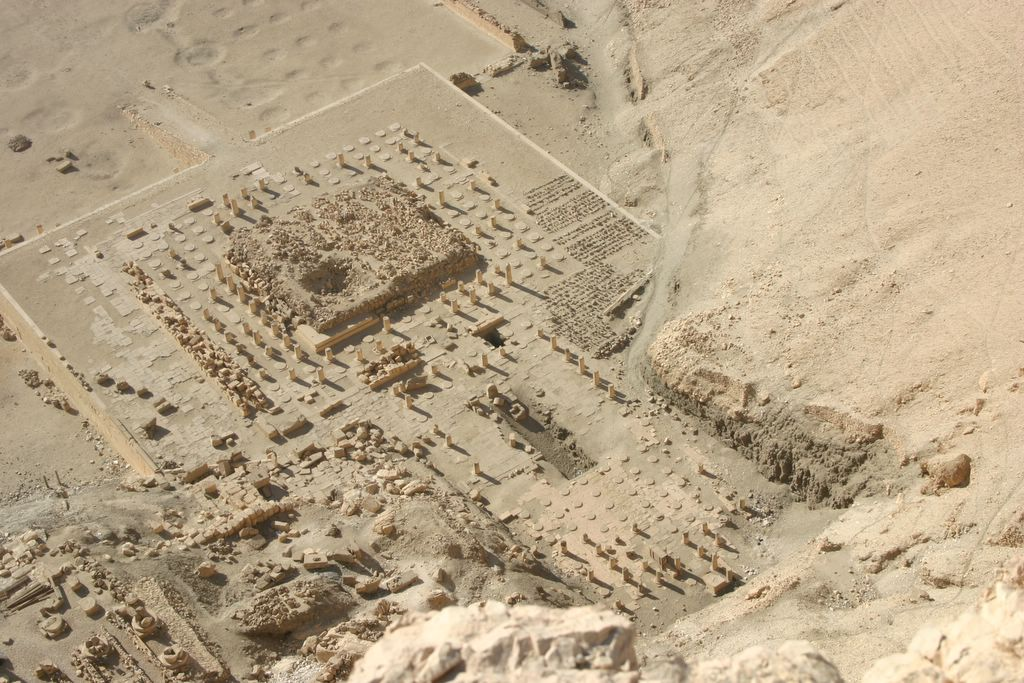
Заупокійний храм фараона Ментухотепа II

Поряд з пірамідами, які по суті копіювали піраміди Стародавнього царства, з'явився новий тип поховальних споруд, що поєднував в собі традиційну форму піраміди і скельну гробницю. Найбільш значним з подібних пам'ятників була усипальниця царя Ментухотепа II в Дейр-ель-Бахрі. До неї з долини вела обгороджена кам'яними стінами дорога в 1200 метрів завдовжки і 32 метра шириною. Головну частину усипальниці складав заупокійний храм, оформлений портиком; по центру пандус вів на другу терасу, де другий портик оточував із трьох сторін колонний зал, в центрі якого піднімалася складена з кам'яних брил піраміда. Її підставою служила природна скеля. Із західного боку знаходився відкритий двір, оформлений портиками, з виходами в колонний зал і святилище, вирубане в скелі. Гробниця фараона розміщувалася під колонним залом.
Значною спорудою епохи Середнього царства є і заупокійний комплекс фараона Аменемхета III в Хаварі. Піраміда складена з цегли і облицьована вапняком, похоронна камера висічена з цільної брили відполірованого жовтого кварциту. Особливу популярність отримав заупокійний храм при піраміді. Цей храм увійшов в історію культури під назвою лабіринту. Храм займав площу в 72000 квадратних метра і ділився двома рядами колон на три нефи, з яких центральний був вище бічних і висвітлювався через віконні прорізи у верхній частині стін.
Лабіринт вважається найвидатнішим з безлічі багатоколонних храмів, побудованих в період Середнього царства. Колони його були стилізовані під рослинні форми, що відповідало символіці храму як дому божества — сонця, яке, по одній з єгипетських легенд, народилося з квітки лотоса. Найчастіше колони імітували в'язку стебел папірусу, були також колони з рослинною капітеллю, що зображують квітку папірусу або лотоса. Усі колони багато прикрашені кольоровим орнаментом і позолотою. Між капітеллю і важким перекриттям єгиптяни поміщали значно меншу за розмірами плиту абак, непомітну знизу, в результаті чого, здавалося, що стеля, розписана під зоряне небо із золотими зірками, ширяє в повітрі.
Поряд з традиційними для єгипетського зодчества колонами, з'явилася нова форма колони з каннелірованим стовбуром і трапецієподібною капітеллю. Деякі дослідники вважають їх прообразом доричного ордера, але ці досить невизначені збіги можуть виявитися випадковими.

## Архітектура Нового царства
Провідну роль в архітектурі та мистецтві Нового царства починають грати Фіви. За короткий термін в них будуються пишні палаци і будинки, чудові храми, які змінили вид Фів. Слава міста зберігалася протягом багатьох століть.
Будівництво храмів велося в трьох основних напрямках: зводилися наземні, скельні і напівскельні храмові комплекси.

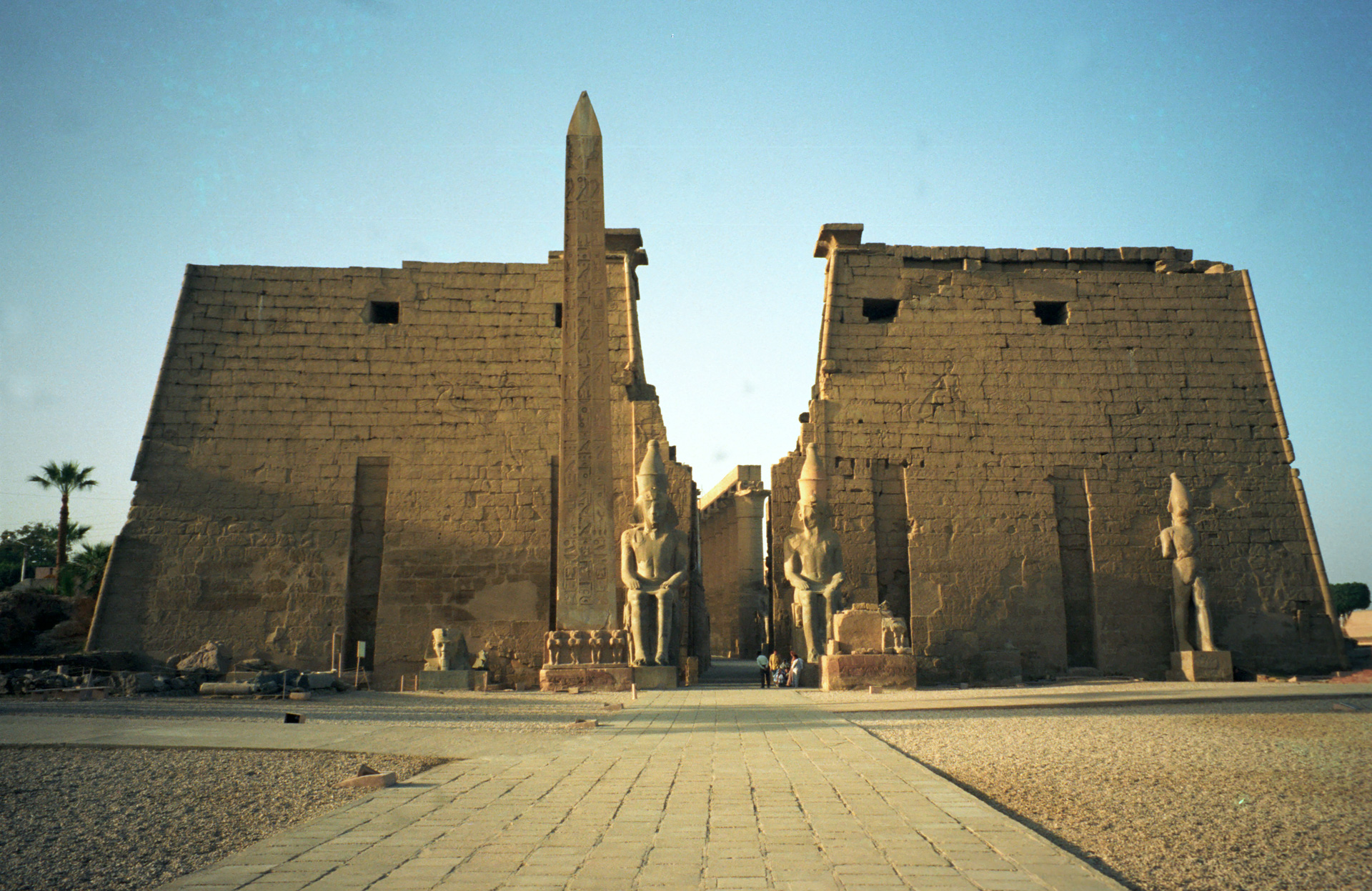
Ворота Луксорського храму

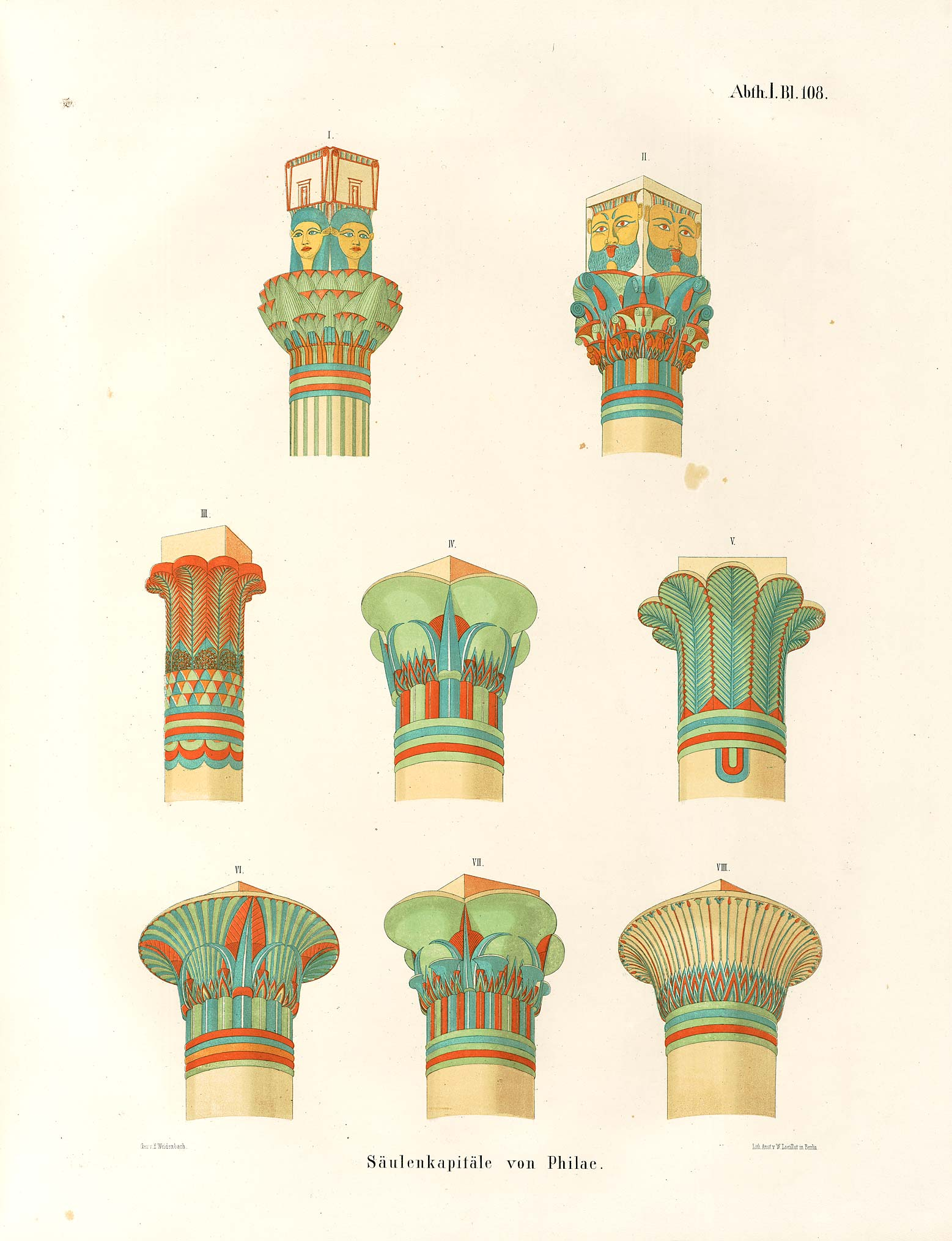
Замальовки капітелей ордеру Стародавнього Єгипту

Наземні храми являли собою втягнутий в плані прямокутник, оточений високою масивною стіною, до воріт якої вела від Нілу широка дорога, прикрашена по обидва боки статуями сфінксів. Вхід в храм оформляли пілоном, з внутрішньої сторони якого двоє сходів вели на верхню платформу. До зовнішнього боку пілона прикріплювали високі дерев'яні щогли з прапорами, а перед ними споруджували гігантські статуї фараона і позолочені обеліски. Вхід вів у відкритий, обнесений колонадою двір, що закінчується портиком, побудованим трохи вище рівня двору. У центрі двору знаходився жертовний камінь. За портиком розташовувався гіпостиль, а за ним, в глибині храму — молитовня, що складається з декількох приміщень: в центральному на жертовному камені перебувала священна тура зі статуєю головного бога, в інших двох — статуї богині-дружини і статуї бога-сина. Навколо молитовні по периметру тягнувся обхідний коридор, з якого дверні прорізи вели в додаткові зали, храмову бібліотеку, сховища для статуй, кімнати для спеціальних ритуалів.
До подібного типу храмів відносяться обидва храми Амона у Фівах — Карнацький та Луксорський.

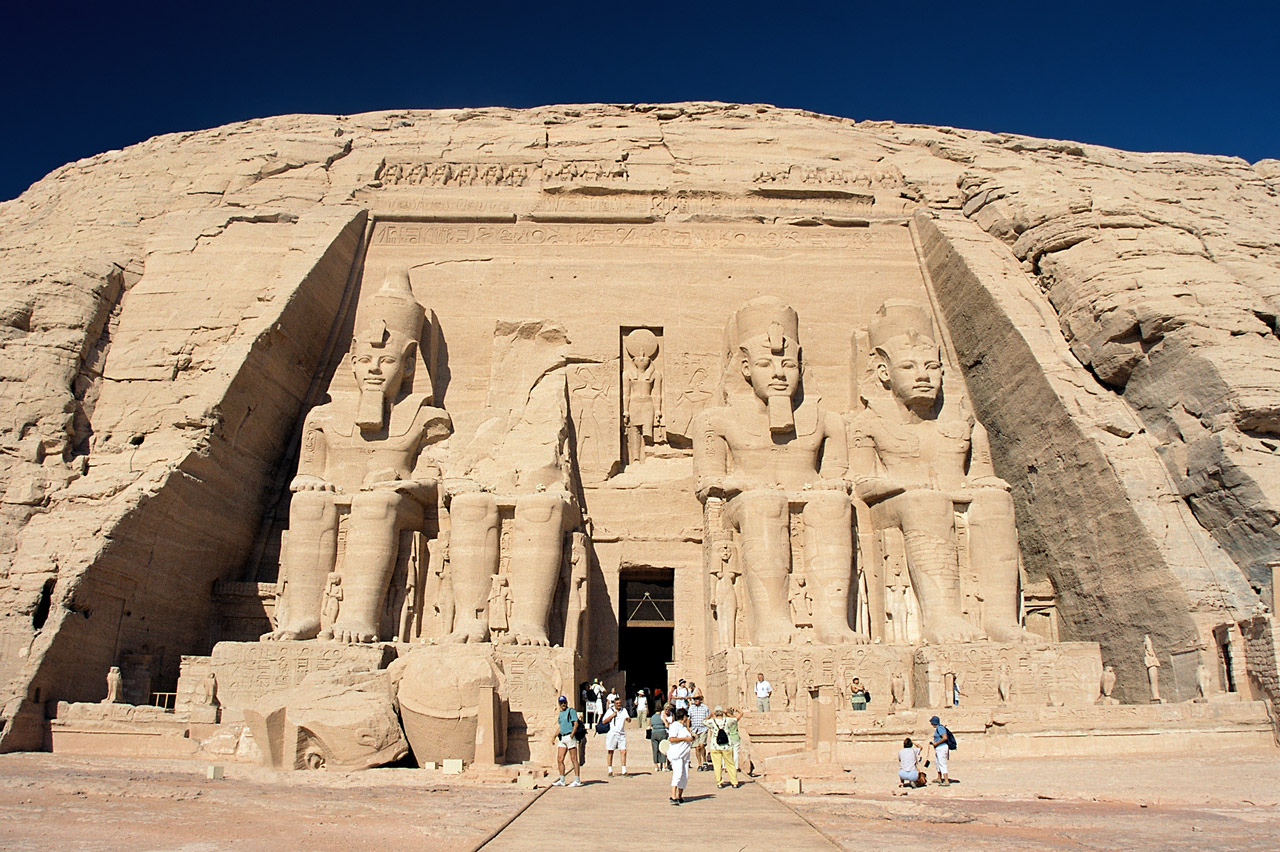
Фасад храму Рамсеса II

Скельні храмові комплекси представляють собою перевернуту букву «Т». Фасад храму вирубували в зовнішній частині скелі, всі інші приміщення йшли вглиб. Прикладом храму такого типу, може служити храм Рамсеса II в Абу-Сімбелі. Ансамбль складається з двох споруд: Великого храму і Малого. Великий був присвячений фараону і трьом богам: Амону, Ра, і Птаху. Малий спорудили на честь богині Хатор, образ якої збігався з образом дружини Рамсеса II Нефертарі.
Істотним нововведенням Архітектури Нового царства стало відділення гробниці від заупокійного храму. Першим фараоном, який порушив традицію, став Тутмос I, який вирішив поховати своє тіло не в пишній гробниці заупокійного храму, а в висіченій у віддаленій ущелині гробниці, в так званій «Долині Царів».

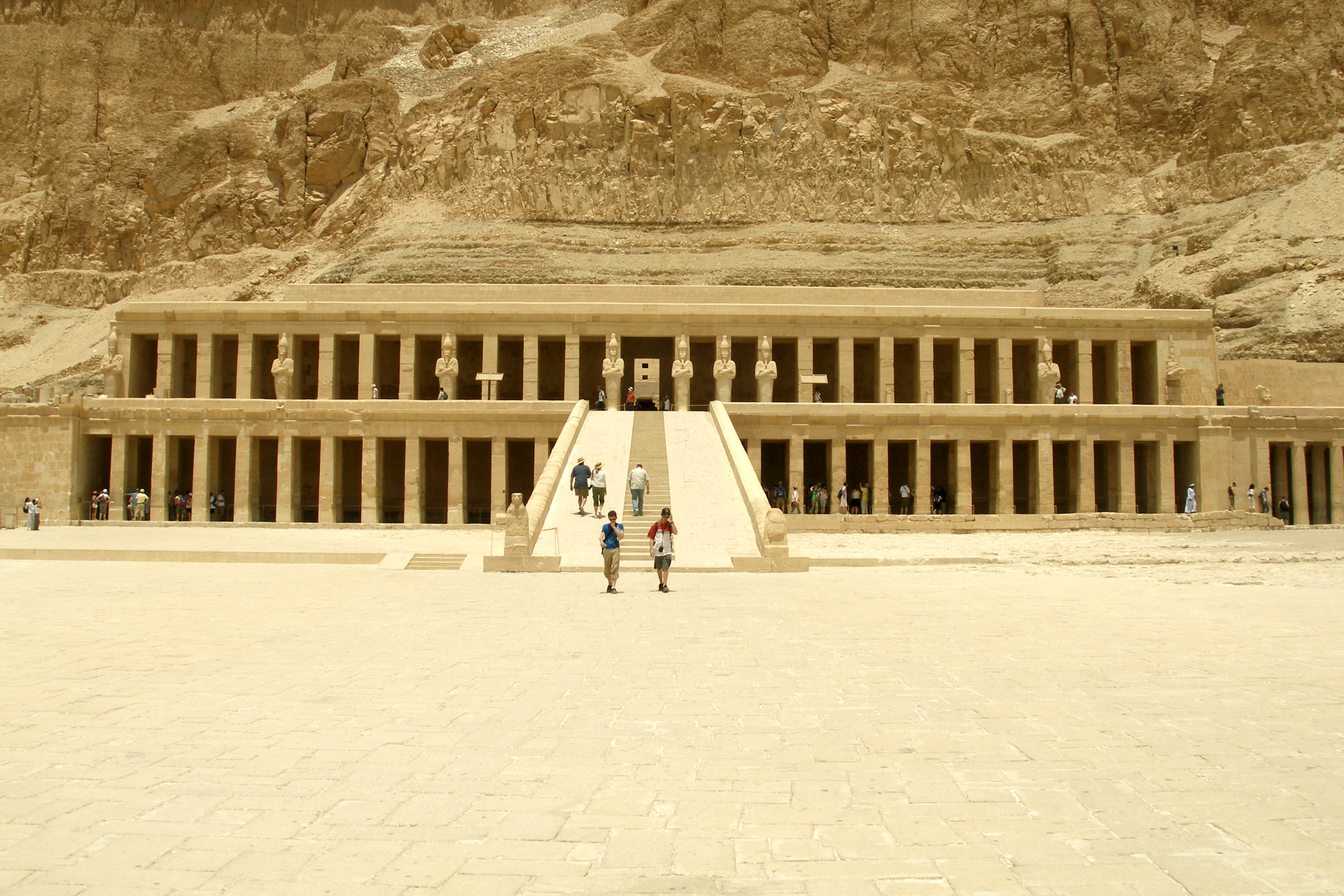
Заупокійний храм Хатшепсут

Прикладом напівскельного заупокійного храму може служити храм цариці Хатшепсут в Дейр-ель-Бахрі. Вона побудувала свій храм поруч з храмом фараона Ментухотепа II. Її храм перевершував храм Ментухотепа і розміром, і багатством декору. Він являв собою поєднання трьох поставлених одна на одну кубів. Оформлення фасадів будувалося на чергуванні горизонталей терас з вертикалями колонад. У нижньому ярусі містився портик, що займає всю довжину східної стіни і розділений посередині пандусом. На другу терасу вела драбина, яка візуально є продовженням пандуса.
Після приходу до влади Ехнатона ведеться будівництво храмів присвячених Атону. Храми, як і раніше, були орієнтовані із заходу на схід, а їх територія обнесена стінами. Вхід оформляли невисокими пілонами з щоглами. Однак, оскільки новий культ відбувався просто неба, храми Атона не мали характерних колонних залів. Пілони чергувалися з величезними відкритими дворами, заповненими незліченними жертовниками. Побудовані вони були з цегли, тому до наших днів не збереглися.

## Архітектура Пізнього Царства

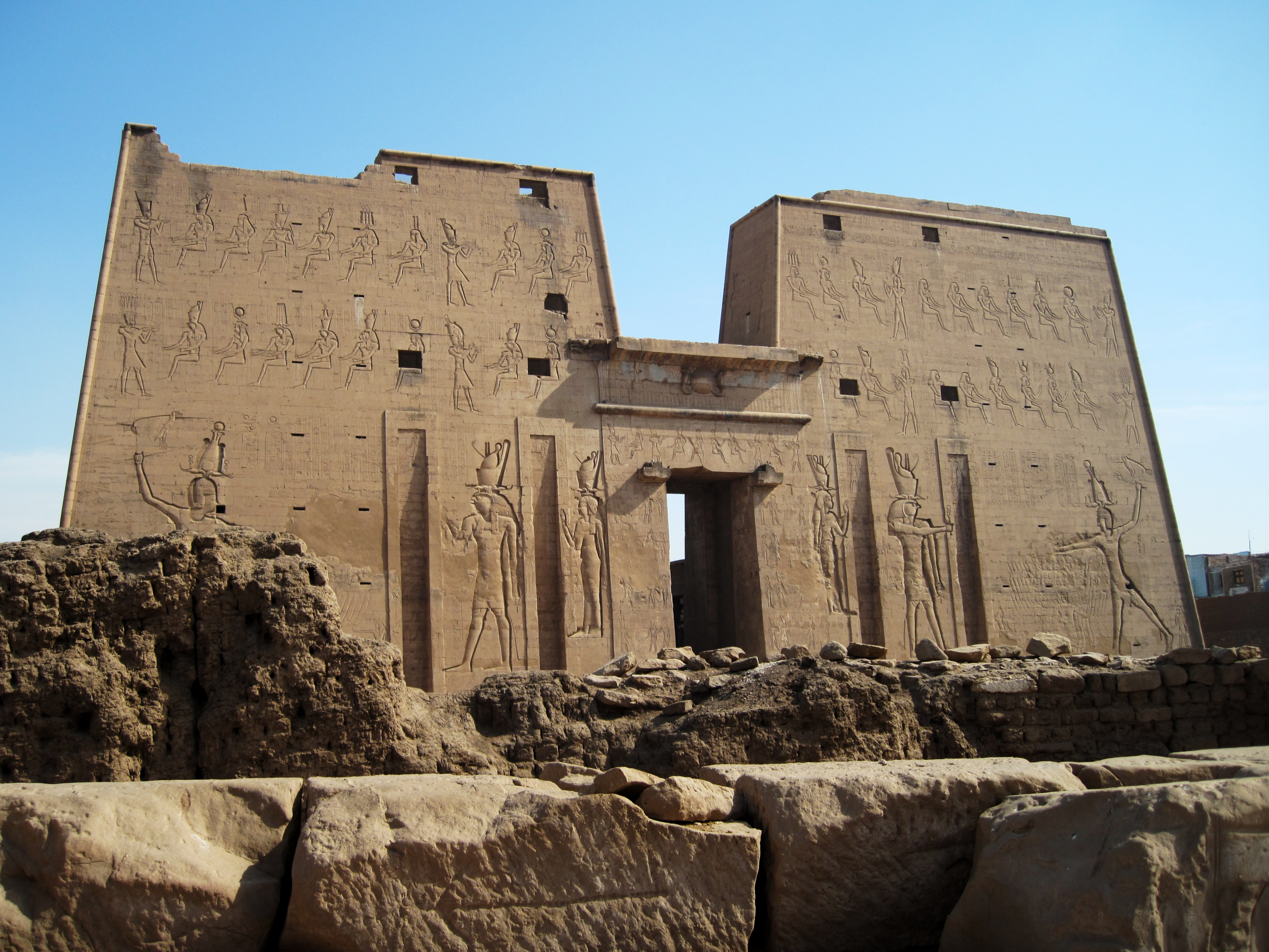
Храм Гора в Едфу

В Стародавньому Єгипті цього часу помітно посилюється влада фіванського жрецтва при значному ослабленні ролі царської єдинодержавності. Кермо державного правління в 1085 році до н. е. перейшло до Смендеса, вихідця з стану жерців; потім троном оволоділи представники лівійської знаті (засновник династії — правитель Шешонк I, знову ненадовго об'єднав Єгипет), яких змінюють династії Куша, Ефіопії і Ассирії. Нове об'єднання країни в так званий Саісський період змінюється перським пануванням. Перські правителі, котрі заснували XXVII династію, правили аж до вступу до Єгипту Олександра Македонського.
У наслідування великим царям багато з правителів пізнього періоду вели будівництво в Карнаці (наприклад, сучасний вхід до храму Амона зведений за фараона Шешонка I; збереглася і колонада фараона Тахаркі). В період панування Куша будуються цегляні гробниці в формі пірамід. Будівлі в цілому зберігають орієнтацію на класичні традиції.
З епохи XXVI династії Фіви втрачають своє політичне і художнє значення, і новою столицею Єгипту стає місто Саїс. Архітектурні пам'ятники саісського періоду майже не збереглися. В небагатьох відомих комплексах присутні наземні і скельні споруди, а також застосовуються деякі елементи храмової архітектури — гіпостилі, пілони, ланцюги зал.
В архітектурі епохи перського панування відбувається поступова відмова від типу монументальних ансамблів; храми, як і раніше присвячені давнім богам, тепер стають набагато менше за розмірами. Зберігається тип класичної колонади часів Нового царства, але при цьому помітно зростає пишність і детальна розробка декору.
Після завоювання Єгипту греками відбувається невідворотний, але вельми продуктивний для мистецтва синтез місцевої художньої культури з традиціями античності. Своєрідність нового синтезуючого стилю демонструють храм Птолемея III в Карнаці, храм Гора в Едфу і комплекс Ісіди на о. Філе, названий Геродотом «перлиною Єгипту».

## Знамениті архітектори Стародавнього Єгипту
- Імхотеп
- Хеміун
- Інені
- Сенмут